# Новенцин
Новенцин (пол. Nowęcin) — село в Польщі, у гміні Вицько Лемборського повіту Поморського воєводства.
Населення — 573 особи (2011).
У 1975-1998 роках село належало до Слупського воєводства.

## Демографія
Демографічна структура станом на 31 березня 2011 року:
|          | Загалом | Допрацездатний вік | Працездатний вік | Постпрацездатний вік |
| -------- | ------- | ------------------ | ---------------- | -------------------- |
| Чоловіки | 274     | 53                 | 199              | 22                   |
| Жінки    | 299     | 66                 | 195              | 38                   |
| Разом    | 573     | 119                | 394              | 60                   |